# Давидовиц, Жозеф
Жозеф Давидовиц (фр. Joseph Davidovits, родился 23 марта 1935) — французский химик, материаловед.
Давидовиц является автором более 130 научных статей и докладов, а также обладателем 50 патентов. Он изобрел монолитный строительный материал, названный «геополимером», образующийся при взаимодействии в щелочной среде компонентов, в основном геологического происхождения, содержащих алюминаты и силикаты. Награждён орденом Заслуг Франции (фр. Ordre national du Mérite).
Автор теории, согласно которой Египетские пирамиды построены из аналогичного геополимерного бетона. В России Давидовица поддерживают авторы «Новой хронологии». Однако, научным сообществом его теория была признана недостоверной, так как ей противоречат результаты многочисленных исследований известняка пирамид и соседних каменоломен.
Идею Давидовица поддержал Мишель Барсум, исследователь материаловедения. В 2006 году в журнале Американского керамического общества Барсум вместе с коллегами из Университета Дрекселя опубликовал выводы, подтверждающие теорию Давидовица. С помощью сканирующей электронной микроскопии они обнаружили в образцах известковых блоков пирамид минеральные соединения и пузырьки воздуха, которые не встречаются в природном известняке.
В 2007 году петрограф Дипаян Джана (англ. Dipayan Jana), в своей презентации для ICMA (International Cement Microscopy Association), а затем и в статье показал, что известняк, из которого построены Великие пирамиды, вопреки утверждениям Давидовица, не содержит щелочных алюмосиликатов, определяющих геополимерный бетон. Джана заключил, что «мы далеки от того, чтобы принять даже в качестве отдалённой гипотезы возможность рукотворного происхождения камней пирамид».
21 мая 2020 года Джозеф Давидовиц прокомментировал в своём блоге статью Дипаяна Джана. Как утверждает Давидовиц, образец, выдаваемый за часть того самого куска пирамиды, который исследовал в 80-е годы его оппонент, не является таковым. В пользу этого говорит то, что оригинальный образец был 15 мм толщиной, в то время как исследуемый Джаном — 25 мм.